# Mölndals landsfiskalsdistrikt
Mölndals landsfiskalsdistrikt var 1918–1964 ett landsfiskalsdistrikt i Göteborgs och Bohus län, bildat som Fässbergs landsfiskalsdistrikt när Sveriges indelning i landsfiskalsdistrikt trädde i kraft den 1 januari 1918, enligt beslut den 7 september 1917. Enligt beslut den 30 juni 1943 ändrades landsfiskalsdistriktets namn till Mölndals landsfiskalsdistrikt, och genom samma beslut fick landsfiskalsdistriktet från den 1 juli 1943 två anställda landsfiskaler: den ena som polischef och allmän åklagare, och den andra som utmätningsman. Den 1 januari 1965 avskaffades i Sverige samtliga landsfiskaler och landsfiskalsdistrikt, och deras arbetsuppgifter delades upp på de nyskapade indelningarna polisdistrikt, åklagardistrikt och kronofogdedistrikt.
Landsfiskalsdistriktet låg under länsstyrelsen i Göteborgs och Bohus län.

## Ingående områden
Den 1 januari 1922 ombildades Fässbergs landskommun till Mölndals stad, som fortsatt skulle tillhöra landsfiskalsdistriktet men med egen stadsfiskal. När Sveriges nya indelning i landsfiskalsdistrikt trädde i kraft den 1 oktober 1941 (enligt kungörelsen den 28 juni 1941) lämnades Fässbergs landsfiskalsdistrikt opåverkat, men regeringen anförde i kungörelsen att den ville i framtiden besluta om utbrytande av Mölndals stad till ett eget landsfiskalsdistrikt samt Kållereds landskommuns överföring till Askims landsfiskalsdistrikt. Den 1 februari 1947 indrogs stadsfiskalstjänsten i Mölndals stad och de på stadsfiskalen ankommande göromålen överfördes från och med 1 februari 1947 till den landsfiskal som var polischef och åklagare i landsfiskalsdistriktet. När Sveriges nya indelning i landsfiskalsdistrikt trädde i kraft den 1 januari 1952 (enligt kungörelsen 1 juni 1951) ändrades inte distriktets indelning genom varken kommunreformen 1952 eller den nya kungörelsen, dock upphörde häradsindelning att spela roll vid indelningen för landsfiskalsdistrikt.

### Från 1918
Askims härad:
- Fässbergs landskommun
- Kållereds landskommun

### Från 1922
- Mölndals stad (endast i utsökningshänseende)

Askims härad:
- Kållereds landskommun

### Från 1 februari 1947
- Mölndals stad

Askims härad:
- Kållereds landskommun

### Från 1 januari 1952
- Kållereds landskommun
- Mölndals stad